# Chicchan
Chicchan (uitspreken als: tsjieek'tsjan) betekent Rode Slang en is een van de 20 Maya-tekens van de Tzolkin-kalender.
De Rode Slang bezit de beginnende kracht van het Rode Oosten. Het schept nieuwe ideeën en leeft via het instinct.
De kleur rood slaat op passie en verlangen. Maar ook op de nieuwe ideeën die het krijgt om een nieuwe start te maken. De Rode Slang is dan ook creatief ingesteld.